# Понор (Цетинград)
45°10′ пн. ш. 15°40′ сх. д. / 45.16° пн. ш. 15.66° сх. д.
Понор (хорв. Ponor) — населений пункт у Хорватії, у Карловацькій жупанії у складі громади Цетинград.

## Населення
Населення за даними перепису 2011 року становило 78 осіб.
Динаміка чисельності населення поселення: